# Puzzle de ajedrez
Un puzzle de ajedrez es un puzle en el que el conocimiento de las piezas y las reglas del ajedrez es utilizado para resolver lógicamente un problema relacionado con el ajedrez. La gran popularidad del ajedrez ha pavimentado el camino para una rica tradición de tales puzles y problemas compuestos relacionados con el ajedrez, que asumen una familiaridad con las piezas y las reglas del ajedrez, pero pueden establecer diferentes objetivos que una partida convencional.
Algunos puzles de ajedrez pueden derivar de estudios que fueron creados para ayudar a estudiantes del juego a aprender cómo sellar una victoria, pero que de hecho han evolucionado en un arte completamente separado.
Los ejemplos de un puzzle de ajedrez incluyen deducir el último movimiento jugado, la localización de una pieza desaparecida o si un jugador ha perdido el derecho a enrocar. Algunas veces el objetivo es antitético al ajedrez normal, tal como ayudar al oponente a dar Jaque mate al rey propio.

## Problemas de ajedrez
Mientras el término puzzle de ajedrez se refiere ampliamente a cualquier puzzle involucrando aspectos del ajedrez, un problema de ajedrez es un puzzle ortodoxo en el que uno tiene que jugar y ganar una partida, empezando con una cierta composición de piezas en el tablero de ajedrez y jugando dentro de las reglas convencionales del ajedrez.

## Puzles ortodoxos y tácticos
Los puzles de ajedrez ortodoxos involucran posiciones que pueden proceder de partidas reales (aunque el proceso de creación de la posición puede ser irreal). El puzzle ortodoxo más común toma la forma de mate en N movimientos. Las posiciones del puzzle son raramente similares a posiciones de juegp real y el reto no es encontrar un movimiento ganador, sino más bien encontrar el (normalmente único) movimiento que fuerza el mate tan rápidamente como sea posible.
Los puzles de ajedrez también pueden ser posiciones regulares de una partida (con reglas normales), normalmente creados como posiciones de entrenamiento, tácticas o posicionales, de todas las fases del juego (aperturas, medio juego o finales). Estos son conocidos como puzles tácticos. Pueden ser desde una simple combinación de "Mate en una" a un complejo ataque al rey oponente. La resolución de puzles de ajedrez tácticos es una técnica de enseñanza de ajedrez muy común. Aunque es improbable que ocurra la misma posición en una partirá los estudiantes juegan, reconocen ciertos patrones que les pueden ayudar a encontrar un buen movimiento o plan en otra posición.

## Puzles heterodoxos
Los puzles de ajedrez heterodoxos involucran condiciones que son imposibles con juego normal, como múltiples reyes o variantes del ajedrez, mientras que los puzles de ajedrez mágico emplean piezas no utilizadas en ajedrez ortodoxo, como la amazona (una pieza combinando los poderes de la dama y el caballo).

## Ajedrez minero
|       |    |       |       |    |    |    |    |    |  |
|       | a8 | b8    | c8 O1 | d8 | e8 | f8 | g8 | h8 |  |
| a7 O1 | b7 | c7    | d7    | e7 | f7 | g7 | h7 |    |  |
| a6 xx | b6 | c6 x4 | d6 O1 | e6 | f6 | g6 | h6 |    |  |
| a5    | b5 | c5    | d5    | e5 | f5 | g5 | h5 |    |  |
| a4 O1 | b4 | c4    | d4    | e4 | f4 | g4 | h4 |    |  |
| a3    | b3 | c3    | d3    | e3 | f3 | g3 | h3 |    |  |
| a2    | b2 | c2    | d2    | e2 | f2 | g2 | h2 |    |  |
| a1 O1 | b1 | c1    | d1    | e1 | f1 | g1 | h1 |    |  |
|       |    |       |       |    |    |    |    |    |  |

Uno de los muchos tipos de puzles de ajedrez es deducir la ubicación de piezas invisibles basándose en la información sobre cuantas veces ciertas casillas son atacadas. Por ejemplo, en el diagrama, el reto es colocar un rey, una dama, una torre, un caballo y un alfil en las cinco casillas destacadas de tal menera que las casillas con números en ellas son atacadas cero y cuatro veces respectivamente.
La solución es colocar la dama en a1 (la única casilla donde no ataca a6), el rey en d6 (la única casilla donde ataca c6), la torre en c8, el alfil en a4 y el caballo en a7.

## Otros tipos de puzles de ajedrez
- Problema del caballo
- Las ocho reinas